# Sette ore di guai
Sette ore di guai  est un film-comédie italien réalisé par Vittorio Metz, Marino Girolami et Marcello Marchesi sorti en 1951, mettant en vedette Totò, Isa Barzizza et Carlo Campanini.

## Synopsis
Toto De Pasquale (Toto) est un modeste tailleur. Le jour du baptême de son fils, il reçoit la visite de l'avocat Espinaci (Eduardo Passarelli), chargé de la saisie de ses biens en raison d'une dette. Lorsque l'avocat découvre que la femme de De Pasquale (Clelia Matania) est une ancienne amie, il décide de reporter la saisie.
Le fils de Totò doit être baptisé et il espère que sa grand-mère sera émue par le baptême et l'aidera. Malheureusement, la nourrice Maria perd l'enfant dans le jardin. Mais Totò ne perd pas courage et part à la recherche de son fils...

## Distribution
- Totò : Totò De Pasquale
- Carlo Campanini : signor Romolini
- Isa Barzizza : Amelia
- Giulietta Masina : fille de Romolini
- Clelia Matania : Angelina, signora De Pasquale
- Mario Castellani : Antonino
- Eduardo Passarelli : avocat Peppino Espinaci
- Guido Celano : Achille, le mari jaloux
- Alberto Sorrentino : Raffaele
- Galeazzo Benti : Ernesto
- Arturo Bragaglia : Arturo
- Nino Milano : Matteo
- Gildo Bocci : l'homme ivre
- Gisella Monaldi : Carmela
- Bice Valori : Maddalena
- Ughetto Bertucci : Annibale
- Carlo Mazzarella : Ludovico
- Liana Del Balzo : donna Lucrezia